# Bandera de El Carmen de Viboral
La bandera del Municipio de El Carmen de Viboral consiste en tres franjas dos blancas, una arriba y la otra abajo; en el medio, una de color café de un tamaño igual a la suma de las otras dos, y fue adoptada en 1961 en las bodas de oro del Colegio Nuestra Señora del Carmen.
El significado de los colores es el siguiente:
- Las franjas blancas: Pureza, integridad, obediencia, vigilancia, firmeza, elocuencia, vencimiento, inocencia, blancura y virginidad.
- La franja café: Fervor de los carmelitanos a su patrona la Virgen del Carmen, en cuyo honor se adoptaron los colores. (No se debe confundir la Bandera Municipal, explicada antes, con la Bandera de la Virgen que sólo tiene dos franjas: blanca arriba y café abajo).[1]